# Mersch (canton)
Mersch este un canton al Luxemburgului în districtul Luxemburg.
Cantonul conține următoarele comune: 
- Bissen
- Boevange-sur-Attert
- Colmar-Berg
- Fischbach
- Heffingen
- Larochette
- Lintgen
- Lorentzweiler
- Mersch
- Nommern
- Tuntange

1. ↑   https://statistiques.public.lu/fr/territoire-environnement/index.html Lipsește sau este vid: |title= (ajutor)